# Arcobaleno (romanzo)
(Banana Yoshimoto, Arcobaleno)
Arcobaleno (Niji) è un libro della scrittrice giapponese Banana Yoshimoto, pubblicato nel 2002.

## Trama
Arcobaleno narra la storia di una ragazza, nata in provincia, che lavora nella trattoria di famiglia, ma che desidera vivere una vita tutta sua nella capitale, Tokyo, dove si trasferisce quando ha circa vent'anni.
La narrazione è strutturata in modo del tutto particolare, composta di parti narrate nel presente vissuto dalla giovane donna e di parti di flashback, che, inserendosi ed amalgamandosi alla perfezione con le altre, danno al lettore una panoramica generale e a tutto tondo della storia vissuta dalla protagonista.

## Stile
Vivace e intrigante scritto, esso è tempestato di introspezioni psicologiche che portano la donna ad una crescita interiore, ma allo stesso tempo permettono al lettore di riflettere sul suo cammino e di farne parte, o meglio, di apportare anche modifiche al proprio carattere e al proprio modo di pensare, al proprio modo di vedere le cose.
Le intricate riflessioni possono risultare utili per cambiare alcuni modi deviati di vedere il mondo di oggi.

## Edizioni in italiano
- Banana Yoshimoto, Arcobaleno, traduzione di Alessandro Giovanni Gerevini, Feltrinelli, Milano 2003 ISBN 88-07-70151-0
- Banana Yoshimoto, Arcobaleno, traduzione di Alessandro Giovanni Gerevini, Feltrinelli, Milano 2005 ISBN 978-88-07-81855-4